# Куп Србије у одбојци за жене 2022/23.
Куп Србије у одбојци за жене 2022/23. је седамнаесто такмичење организовано под овим називом од стране Одабојкашког савеза Србије.

## Учесници
- Железничар, Лајковац
- Златибор, Чајетина
- Инђија, Инђија
- Јединство, Стара Пазова
- Клек, Зрењанин
- Лесковац 98, Београд
- Нови Сад, Нови Сад
- НС волеј тим, Нови Сад
- Омладинац, Нови Бановци
- Партизан Ефбет, Београд
- Раднички Бластерс, Београд
- Спартак, Суботица
- Срем, Сремска Митровица
- ТЕНТ, Обреновац
- Уб, Уб
- Црвена звезда, Београд

## Календар такмичења
- Осмина финала: 8. и 12. октобар 2022.
- Четвртфинале: 2. новембар 2022.
- Полуфинале: 6—7. и 28. децембар 2022/15. јануар 2023.
- Финале: 26. фебруар 2023.

## Осмина финала
Жреб парова осмине финала Купа Србије у сезони 2022/23. одржан је 29. септембра 2022. године.
У осмини финала се игра једна утакмица.
| Датум и време       |                        | Резултат       |                        | Сетови  | Сетови  | Сетови  | Сетови  | Сетови  |
| Датум и време       | 1.                     | Резултат       | 2.                     | 3.      | 4.      | 5.      |         |         |
| ------------------- | ---------------------- | -------------- | ---------------------- | ------- | ------- | ------- | ------- | ------- |
| 8. 10. 2022. 17:00  | Партизан Ефбет         | 3 : 0 Извештај | Нови Сад               | 25 : 15 | 25 : 11 | 26 : 24 |         |         |
| 8. 10. 2022. 18:00  | Уб                     | 3 : 0 Извештај | Лесковац 98            | 25 : 14 | 25 : 22 | 25 : 12 |         |         |
| 8. 10. 2022. 18:00  | ТЕНТ                   | 3 : 0 Извештај | Златибор               | 25 : 15 | 25 : 14 | 25 : 17 |         |         |
| 8. 10. 2022. 19:00  | Срем                   | 3 : 0 Извештај | Раднички Бластерс      | 25 : 17 | 25 : 15 | 26 : 24 |         |         |
| 8. 10. 2022. 19:00  | Јединство Стара Пазова | 3 : 0 Извештај | Клек                   | 25 : 14 | 25 : 13 | 25 : 6  |         |         |
| 8. 10. 2022. 19:30  | Инђија                 | 3 : 0 Извештај | НС волеј тим           | 25 : 12 | 25 : 16 | 25 : 14 |         |         |
| 12. 10. 2022. 18:30 | Црвена звезда          | 2 : 3 Извештај | Омладинац Нови Бановци | 23 : 25 | 25 : 20 | 25 : 19 | 17 : 25 | 12 : 15 |
| 12. 10. 2022. 19:00 | Железничар Лајковац    | 3 : 0 Извештај | Спартак Суботица       | 30 : 28 | 25 : 19 | 25 : 14 |         |         |

## Четвртфинале
Жреб парова четвртфинала Купа Србије у сезони 2022/23. одржан је 19. октобра 2022. године.
У четвртфиналу се игра једна утакмица.
| Датум и време      |                        | Резултат       |                | Сетови  | Сетови  | Сетови  | Сетови  | Сетови  |
| Датум и време      | 1.                     | Резултат       | 2.             | 3.      | 4.      | 5.      |         |         |
| ------------------ | ---------------------- | -------------- | -------------- | ------- | ------- | ------- | ------- | ------- |
| 2. 11. 2022. 18:00 | Јединство Стара Пазова | 3 : 0 Извештај | Инђија         | 25 : 16 | 25 : 16 | 25 : 20 |         |         |
| 2. 11. 2022. 18:00 | Уб                     | 3 : 1 Извештај | Срем           | 21 : 25 | 25 : 23 | 25 : 19 | 26 : 24 |         |
| 2. 11. 2022. 19:00 | Железничар Лајковац    | 3 : 2 Извештај | ТЕНТ           | 25 : 15 | 25 : 22 | 24 : 26 | 21 : 25 | 15 : 12 |
| 2. 11. 2022. 20:30 | Омладинац Нови Бановци | 1 : 3 Извештај | Партизан Ефбет | 25 : 22 | 20 : 25 | 13 : 25 | 24 : 26 |         |

## Полуфинале
Жреб парова полуфинала Купа Србије у сезони 2022/23. одржан је 13. новембра 2022. године.
У полуфиналу се играју две утакмице (једна на домаћем и једна на гостујућем терену). У случају да противници остваре по једну победу, финалисту одређује бољи сет количник. Уколико је и сет количник исти, победник двомеча је клуб који је остварио бољи поен количник. Ако су противници изједначени и по поен количнику, победник се добија одигравањем златног сета.
| Датум и време      |                | Резултат       |                | Сетови  | Сетови  | Сетови  | Сетови  | Сетови |
| Датум и време      | 1.             | Резултат       | 2.             | 3.      | 4.      | 5.      |         |        |
| ------------------ | -------------- | -------------- | -------------- | ------- | ------- | ------- | ------- | ------ |
| 6. 12. 2022. 18:00 | Партизан Ефбет | 1 : 3 Извештај | Уб             | 19 : 25 | 26 : 24 | 25 : 27 | 22 : 25 |        |
| 15. 1. 2023. 18:00 | Уб             | 3 : 1 Извештај | Партизан Ефбет | 25 : 15 | 23 : 25 | 25 : 20 | 25 : 11 |        |

- Уб се са две победе пласирао у финале.[4]

| Датум и време       |                        | Резултат       |                        | Сетови  | Сетови  | Сетови  | Сетови  | Сетови |
| Датум и време       | 1.                     | Резултат       | 2.                     | 3.      | 4.      | 5.      |         |        |
| ------------------- | ---------------------- | -------------- | ---------------------- | ------- | ------- | ------- | ------- | ------ |
| 7. 12. 2022. 19:00  | Железничар Лајковац    | 0 : 3 Извештај | Јединство Стара Пазова | 19 : 25 | 17 : 25 | 20 : 25 |         |        |
| 28. 12. 2022. 19:00 | Јединство Стара Пазова | 3 : 1 Извештај | Железничар Лајковац    | 25 : 13 | 25 : 23 | 23 : 25 | 25 : 21 |        |

- Јединство Стара Пазова се са две победе пласирало у финале.[5]

## Финале
Домаћин финала Купа Србије у обе конкуренције по трећи пут је био Уб, а утакмице су одигране у тамошњој Хали спортова. Оба финална сусрета директно је преносио РТС 2. Био је ово други пут у историји да су се у финалу националног купа састале одбојкашице Уба и Јединства из Старе Пазове. Први пут се то догодило у сезони 2019/20, такође у Убу, а тада је екипа из града домаћина славила резултатом 3 : 2.
Играчице Уба су и овога пута оствариле победу и то поново резултатом 3 : 2. Убу је ово био други трофеј у националном купу. За најкориснију играчицу финала проглашена је Бојана Ћелић, примач победничке екипе.
| Датум и време      |                        | Резултат       |    | Сетови  | Сетови  | Сетови  | Сетови  | Сетови  |
| Датум и време      | 1.                     | Резултат       | 2. | 3.      | 4.      | 5.      |         |         |
| ------------------ | ---------------------- | -------------- | -- | ------- | ------- | ------- | ------- | ------- |
| 26. 2. 2023. 19:00 | Јединство Стара Пазова | 2 : 3 Извештај | Уб | 27 : 25 | 25 : 19 | 23 : 25 | 23 : 25 | 12 : 15 |

| Победник Купа Србије у одбојци за жене 2022/23. |
| ----------------------------------------------- |
| ЖОК Уб 2. титула                                |